# Второе правительство Корчака
Второе правительство Корчака (чеш. Druhá vláda Josefa Korčáka) — 3-ое правительство Чешской Социалистической Республики в составе ЧССР во главе с Йозефом Корчаком. Было приведено к присяге 9 декабря 1971 года.

## Состав кабинета
| Министерство (должность)                          | Имя              | Начало полномочий | Конец полномочий | Партия | Партия |
| Председатель Правительства                        | Йозеф Корчак     | 9 декабря 1971    | 4 ноября 1976    |        | KSČ    |
| Вице-председатель                                 | Ладислав Адамец  | 9 декабря 1971    | 4 ноября 1976    |        | KSČ    |
| Вице-председатель                                 | Штепан Горник    | 9 декабря 1971    | 4 ноября 1976    |        | KSČ    |
| Вице-председатель, министерство планирования      | Станислав Разл   | 9 декабря 1971    | 4 ноября 1976    |        | KSČ    |
| Министерство финансов                             | Леополд Лер      | 9 декабря 1971    | 17 декабря 1973  |        | KSČ    |
| Министерство финансов                             | Ярослав Тлапак   | 17 декабря 1973   | 4 ноября 1976    |        | KSČ    |
| Министерство труда и социальных дел               | Эмилиан Гамерник | 9 декабря 1971    | 4 ноября 1976    |        | KSČ    |
| Министерство строительства и технологий           | Карел Лёбл       | 9 декабря 1971    | 4 ноября 1976    |        | ČSS    |
| Министерство образования                          | Йозеф Гавлин     | 9 декабря 1971    | 8 октября 1975   |        | KSČ    |
| Министерство образования                          | Милан Вондрушка  | 8 октября 1975    | 4 ноября 1976    |        | KSČ    |
| Министерство культуры                             | Милослав Бружек  | 9 декабря 1971    | 8 мая 1973       |        | KSČ    |
| Министерство культуры                             | Милан Клусак     | 8 мая 1973        | 4 ноября 1976    |        | KSČ    |
| Министерство здравоохранения                      | Ярослав Прокопец | 9 декабря 1971    | 4 ноября 1976    |        | KSČ    |
| Министерство юстиции                              | Ян Немец         | 9 декабря 1971    | 4 ноября 1976    |        | KSČ    |
| Министерство внутренних дел                       | Йозеф Юнг        | 9 декабря 1971    | 4 ноября 1976    |        | KSČ    |
| Министерство промышленности                       | Олдржих Свачина  | 9 декабря 1971    | 4 ноября 1976    |        | KSČ    |
| Министерство строительства                        | Франтишек Шрамек | 9 декабря 1971    | 4 ноября 1976    |        | KSČ    |
| Министерство сельского хозяйства и продовольствия | Йозеф Нагр       | 9 декабря 1971    | 15 сентября 1976 |        | KSČ    |
| Министерство сельского хозяйства и продовольствия | Мирослав Петржик | 15 сентября 1976  | 4 ноября 1976    |        | KSČ    |
| Министерство лесного и водного хозяйства          | Ладислав Грузик  | 9 декабря 1971    | 4 ноября 1976    |        | KSČ    |
| Министерство торговли                             | Йозеф Травничек  | 9 декабря 1971    | 4 ноября 1976    |        | KSČ    |

### Министры без портфеля
| Министерство (должность)                           | Имя               | Начало полномочий | Конец полномочий | Партия | Партия |
| Министр без портфеля                               | Ростислав Петера  | 9 декабря 1971    | 4 ноября 1976    |        | ČSL    |
| Министр — председатель Комитета народного контроля | Йозеф Махачка     | 9 декабря 1971    | 3 ноября 1972    |        | KSČ    |
| Министр — председатель Комитета народного контроля | Властимил Свобода | 3 ноября 1972     | 4 ноября 1976    |        | KSČ    |